# Ischnura sanguinostigma
Ischnura sanguinostigma – gatunek ważki z rodziny łątkowatych (Coenagrionidae).